# Cay Helmich
Cay Helmich (* 2. September 1962 in Brüggen) ist eine deutsche Schauspielerin, Musikerin und Psychologin.

## Leben
Cay Helmich begann nach dem Abitur ein Psychologiestudium in Berlin. Parallel dazu absolvierte sie in New York eine Ausbildung in Schauspiel und Gesang bei Uta Hagen und William Hickey. 1987 erhielt sie ein Psychologie-Diplom an der TU Berlin, 1989 ein Diplom als Schauspielerin.
Ende der 1980er Jahre begann sie zunächst als Theaterschauspielerin zu arbeiten. Theaterengagements hatte sie in Stuttgart und in Berlin, unter anderem am Theaterhaus Stuttgart, am Alten Schauspielhaus Stuttgart, an der Schaubühne am Halleschen Ufer in Berlin, am Ensemble Theater in Berlin, am Theater zerbrochene Fenster Berlin und am Atelier Theater in Berlin.
Sie spielte unter anderem die Iphigenie in Iphigenie in Aulis von Euripides, die Natalie in Der Prinz von Homburg von Heinrich von Kleist und die Estelle in Geschlossene Gesellschaft von Jean-Paul Sartre. 2003 kehrte Helmich mit der Rolle der Alison in dem kanadischen Erfolgsstück Traumfrau Mutter in der Kulturarena Berlin auf die Theaterbühne zurück. 2009 spielte sie auch in der deutschsprachigen Erstaufführung der Fortsetzung des Stücks unter dem Titel Voll die Mutter! Traumfrau zwei im St. Pauli-Theater in Hamburg wiederum die Rolle der Alison. 2008 übernahm sie außerdem bei den Burgfestspielen Jagsthausen die Adelheid von Walldorf in Götz von Berlichingen von Johann Wolfgang von Goethe.
Bekanntheit erlangte Helmich in den 1990er Jahren durch Fernsehrollen. Sie übernahm dabei mehrere durchgehende Serienrollen, wiederkehrende Episodenrollen und auch Gastrollen. Helmich war in durchgehenden Serienrollen unter anderem als Kriminalkommissarin Maja Cramer in der ZDF-Fernsehserie SOKO 5113 und als Kinderärztin Dr. Susan Bruckner in der RTL-Serie OP ruft Dr. Bruckner. Von 1994 bis 1995 spielte sie in der US-amerikanischen Fernsehserie High Tide.
Seit 2002 tritt Cay Helmich im Rahmen des Musikprojekts Cay und die Kerle als Musikerin, Texterin und Sängerin auf und hat auch CDs aufgenommen.
Helmich arbeitet seit 2007 vorwiegend als Coach. Sie ist systemischer Master- und Lehrcoach und berät Profit- und Not-for-Profit-Organisationen in beruflicher und persönlicher Potentialentwicklung sowie Krisenbewältigung. Sie gibt Trainings für Stressbewältigung und Kommunikation. Ein von ihr entwickeltes und patentiertes Selbst-Coaching-Tool ist Masooi.

## Filmographie (Auswahl)
- 1991: Der Hausgeist (Fernsehserie, Folge Man müßte noch einmal zwanzig sein)
- 1992: Cluedo – Das Mörderspiel (Fernsehserie, 12 Folgen)
- 1993–1994: Auto Fritze (Fernsehserie, feste Rolle)
- 1994–1995: High Tide – Ein cooles Duo (High Tide; Fernsehserie, 4 Folgen)
- 1994–1997: Ein Bayer auf Rügen (Fernsehserie, 24 Folgen)
- 1995: Frauenarzt Dr. Markus Merthin (Fernsehserie, Folge Liebhaber)
- 1995/2000: Für alle Fälle Stefanie (Fernsehserie, 2 Folgen)
- 1996: Die Kommissarin (Fernsehserie, Folge Stierblut)
- 1997: Harald – Der Chaot aus dem Weltall (Kinofilm)
- 1997: Ein Mord für Quandt (Fernsehserie, Folge Der Tod führt Regie)
- 1997–2001: SOKO 5113 (Fernsehserie, 72 Folgen)
- 1998: OP ruft Dr. Bruckner (Fernsehserie, 6 Folgen)
- 2002: Dr. Sommerfeld – Neues vom Bülowbogen (Fernsehserie, Folge Es gibt ein Zurück)
- 2003: Identity Kills (Kinofilm)
- 2005: Unser Charly (Fernsehserie, Folge Charly und der falsche Tierfreund)
- 2006: Wilsberg – Callgirls (Fernsehfilm)
- 2007: Und ich lieb dich doch! (Fernsehfilm)
- 2007: Leroy (Kinofilm)
- 2009: Im Alter von Ellen (Fernsehfilm)
- 2010: In aller Freundschaft (Fernsehserie, 3 Folgen)
- 2011: SOKO Wismar (Fernsehserie, Folge Die Frau am Fenster)
- 2017: Hard Way: The Action Musical (Kurzfilm)